# Peratophyga biconcava
Peratophyga biconcava är en fjärilsart som beskrevs av Louis Beethoven Prout. Peratophyga biconcava ingår i släktet Peratophyga och familjen mätare. Inga underarter finns listade i Catalogue of Life.